# Sondages sur les élections législatives grecques de 2012

## Sondages d'opinion juin 2012
| Date                                | Institut                            |        |        |        | ANEL   |       |       |       |       | LAOS  |       | DIXA  |
| ----------------------------------- | ----------------------------------- | ------ | ------ | ------ | ------ | ----- | ----- | ----- | ----- | ----- | ----- | ----- |
| Date                                | Institut                            |        |        |        |        |       |       |       |       |       |       |       |
| Élections législatives de juin 2012 | Élections législatives de juin 2012 | 29,7 % | 26,9 % | 12,3 % | 7,5 %  | 4,5 % | 6,9 % | 6,3 % | 0,9 % | 1,6 % | avec  | 1,6 % |
| 17 juin 2012                        | Singular Logic                      | 29,6 % | 27,1 % | 12,2 % | 7,6 %  | 4,5 % | 7 %   | 6,3 % |       |       | avec  |       |
| 17 juin 2012                        | Singular Logic                      | 29,5 % | 27,1 % | 12,3 % | 7,6 %  | 4,5 % | 7 %   | 6,2 % |       |       | avec  |       |
| 17 juin 2012                        | Metron/Alco/Marc/MRB/Opinion        | 29,3 % | 27,7 % | 11,7 % | 7,3 %  | 5,2 % | 6,8 % | 6,2 % | 1,3 % | 1,8 % | avec  | 1,8 % |
| 17 juin 2012                        | Metron/Alco/Marc/MRB/Opinion        | 29 %   | 28,5 % | 11 %   | 6,8 %  | 5,5 % | 6,8 % | 6 %   | 1,8 % | 1,8 % | avec  | 1,8 % |
| 14 juin 2012                        | Public Issue                        | 27,5 % | 28 %   | 13 %   | 7,5 %  | 5,5 % | 5,5 % | 7,5 % |       |       | avec  |       |
| 7 juin 2012                         | Public Issue                        | 27 %   | 29,5 % | 13,5 % | 6,5 %  | 4 %   | 4 %   | 8,5 % |       |       | avec  |       |
| 31 mai 2012                         | Kapa Research                       | 27,1 % | 26,4 % | 13,4 % | 6,9 %  | 5,2 % | 4,7 % | 8 %   | 1,6 % | 1,2 % | avec  | 3,6 % |
| 31 mai 2012                         | Marc                                | 28,8 % | 27 %   | 13,9 % | 7 %    | 6,3 % | 4,6 % | 5,9 % | 1,1 % | 1,1 % | avec  | 2,7 % |
| 31 mai 2012                         | Kapa Research                       | 30,3 % | 27,4 % | 11,5 % | 6,2 %  | 6,6 % | 5,9 % | 5,1 % | 1,5 % | 1,7 % | avec  | 1,7 % |
| 30 mai 2012                         | Rass                                | 30 %   | 27,4 % | 13,7 % | 6,6 %  | 5,9 % | 4,1 % | 6,1 % | 0,9 % | 0,8 % | avec  | 2,7 % |
| 30 mai 2012                         | MRB                                 | 27,6 % | 26 %   | 14,6 % | 7,1 %  | 4,7 % | 5,4 % | 6,6 % | 1,3 % | 1,5 % | avec  | 3,3 % |
| 30 mai 2012                         | Data RC                             | 28,4 % | 25,6 % | 13,9 % | 7 %    | 5,7 % | 5,4 % | 6,2 % | 0,9 % | 1,2 % | avec  | 2,8 % |
| 30 mai 2012                         | Alco                                | 28 %   | 25,4 % | 14 %   | 7,3 %  | 5,6 % | 5 %   | 5,8 % | 1,6 % | 1,1 % | avec  | 2,5 % |
| 30 mai 2012                         | Public Issue                        | 25,5 % | 31,5 % | 13,5 % | 5,5 %  | 5,5 % | 4,5 % | 7,5 % |       |       | avec  | 2,5 % |
| 29 mai 2012                         | Pulse RC                            | 27 %   | 27 %   | 14,5 % | 7,5 %  | 5,5 % | 5,5 % | 5,5 % | 1 %   | 1,5 % | avec  | 3 %   |
| 29 mai 2012                         | VPRC                                | 26,5 % | 30 %   | 12,5 % | 7,5 %  | 5,5 % | 4,5 % | 7,5 % | 1,5 % | 1 %   | avec  | 2 %   |
| 29 mai 2012                         | GPO                                 | 26,6 % | 25,1 % | 15,3 % | 8,4 %  | 6,7 % | 4,8 % | 5,8 % | 0,6 % | 2,3 % | avec  | 3 %   |
| 28 mai 2012                         | Global Link                         | 27 %   | 24,1 % | 13,3 % | 7,8 %  | 6,7 % | 6,6 % | 7 %   | 1,7 % | 1,4 % | avec  | 2,1 % |
| 25 mai 2012                         | Alco                                | 28,2 % | 25,2 % | 15,3 % | 7 %    | 6,1 % | 5,1 % | 5,1 % | 1,6 % |       | avec  | 3,1 % |
| 24 mai 2012                         | Pulse RC                            | 26,5 % | 26 %   | 15,5 % | 7,5 %  | 5 %   | 5,5 % | 5,5 % | 1 %   | 1,5 % | avec  | 3 %   |
| 24 mai 2012                         | Kapa Research                       | 28,9 % | 22,5 % | 14,6 % | 6,1 %  | 7,1 % | 5,8 % | 5,9 % | 2,4 % | 2,2 % | avec  | 2,7 % |
| 24 mai 2012                         | Rass                                | 27,6 % | 25,1 % | 15,3 % | 6,8 %  | 5,6 % | 4,4 % | 7,3 % | 2,1 % | 0,9 % | avec  | 2,8 % |
| 24 mai 2012                         | Metron Analysis                     | 27 %   | 27,2 % | 14,8 % | 7,2 %  | 5,2 % | 4,9 % | 6,2 % | 1,6 % | 1,2 % | avec  | 3 %   |
| 24 mai 2012                         | Marc                                | 27,7 % | 25,5 % | 15,2 % | 7,7 %  | 5,5 % | 4,4 % | 6,3 % | 1,8 % | 1,7 % | avec  | 2,4 % |
| 24 mai 2012                         | VPRC                                | 26 %   | 28,5 % | 12,5 % | 7 %    | 5 %   | 5,5 % | 7 %   | 2 %   | 0,5 % | avec  | 3 %   |
| 23 mai 2012                         | MRB                                 | 27,1 % | 25,6 % | 14,7 % | 7,7 %  | 5,2 % | 5,2 % | 6,1 % | 1,1 % | 1,1 % | avec  | 4,4 % |
| 23 mai 2012                         | Data RC                             | 29,4 % | 28,8 % | 13,3 % | 6,6 %  | 5,8 % | 6,4 % | 4,1 % | 1,4 % | 0,4 % | avec  | 1,4 % |
| 23 mai 2012                         | Public Issue                        | 26 %   | 30 %   | 15,5 % | 8 %    | 5 %   | 4 %   | 6,5 % |       |       | avec  | 3 %   |
| 18 mai 2012                         | Alco                                | 26,2 % | 24,1 % | 15,3 % | 8,3 %  | 5,9 % | 4,3 % | 6,7 % | 1,1 % | 1,7 % | 1,4 % | 1,8 % |
| 17 mai 2012                         | Metron Analysis                     | 23,8 % | 25,1 % | 17,4 % | 7,8 %  | 5,8 % | 4,8 % | 6,3 % |       | 1,8 % |       | 2,8 % |
| 17 mai 2012                         | MRB                                 | 24,4 % | 23,8 % | 14,5 % | 8,5 %  | 5,9 % | 5,8 % | 6,9 % | 2,3 % | 1,3 % | 1,7 % | 1,9 % |
| 17 mai 2012                         | Public Issue                        | 24 %   | 28 %   | 15 %   | 8 %    | 5 %   | 4,5 % | 7 %   | 1,5 % |       |       | 3 %   |
| 17 mai 2012                         | Marc                                | 26,1 % | 23,7 % | 14,9 % | 8,1 %  | 5,8 % | 4,8 % | 6,3 % | 1,8 % | 1,5 % | 1,6 % | 2 %   |
| 16 mai 2012                         | Pulse RC                            | 21,5 % | 24,5 % | 15,5 % | 8 %    | 6 %   | 6 %   | 6 %   | 2 %   | 2 %   | 2 %   | 2 %   |
| 16 mai 2012                         | Rass                                | 23,1 % | 24,9 % | 13,4 % | 8,4 %  | 6,3 % | 4,2 % | 7,1 % | 1,5 % | 2,2 % | 2,9 % | 2,3 % |
| 11 mai 2012                         | Rass                                | 22,4 % | 23,7 % | 13,6 % | 9 %    | 5,5 % | 4,4 % | 7,2 % | 2,1 % | 2,3 % | 2,8 % | 2,7 % |
| 10 mai 2012                         | Kapa Research                       | 20,3 % | 23 %   | 13,7 % | 9,2 %  | 7,3 % | 6,5 % | 5,6 % | 2,8 % | 2,7 % | 2,8 % | 2,5 % |
| 10 mai 2012                         | Metron Analysis                     | 21,7 % | 25,5 % | 14,6 % | 10,5 % | 5,3 % | 4,7 % | 5,4 % | 2,6 % | 1,8 % | 1,9 % | 1,8 % |
| 9 mai 2012                          | Marc                                | 20,3 % | 27,7 % | 12,6 % | 10,2 % | 7 %   | 5,7 % | 4,9 % | 1,7 % | 2,3 % | 1,5 % | 1,8 % |
| Élections législatives de mai 2012  | Élections législatives de mai 2012  | 18,9 % | 16,8 % | 13,2 % | 10,6 % | 8,5 % | 7 %   | 6,1 % | 2,9 % | 2,9 % | 2,6 % | 2,1 % |

## Sondages d'opinion mai 2012
| Date                               | Institut                           |        |        |        | LAOS   |        |       |       |        |       | PARMAP    | ANEL   |
| ---------------------------------- | ---------------------------------- | ------ | ------ | ------ | ------ | ------ | ----- | ----- | ------ | ----- | --------- | ------ |
| Date                               | Institut                           |        |        |        |        |        |       |       |        |       |           |        |
| Élections législatives de mai 2012 | Élections législatives de mai 2012 | 13,2 % | 18,9 % | 8,5 %  | 2,9 %  | 16,8 % | 2,9 % | 7 %   | 6,1 %  | 2,6 % | avec ANEL | 10,6 % |
| 6 mai 2012                         | Singular Logic                     | 13,6 % | 19,2 % | 8,5 %  | 2,9 %  | 16,3 % | 2,9 % | 7 %   | 6 %    | 2,7 % | avec ANEL | 10,5 % |
| 6 mai 2012                         | Metron/Alco/Marc/MRB/Opinion       | 13,4 % | 19,7 % | 8,8 %  | 3,1 %  | 16,4 % | 3,1 % | 6,8 % | 6 %    | 2,8 % | avec ANEL | 10,5 % |
| 6 mai 2012                         | Kapa Research                      | 16,5 % | 17,5 % | 9,3 %  | 3 %    | 16,5 % | 3 %   | 6,5 % | 5,5 %  | 2,7 % | avec ANEL | 11 %   |
| 6 mai 2012                         | Metron/Alco/Marc/MRB/Opinion       | 15,5 % | 18,5 % | 8,5 %  | 3 %    | 17 %   | 3 %   | 7 %   | 5,5 %  | 2,4 % | avec ANEL | 11 %   |
| 4 mai 2012                         | VPRC                               | 13,3 % | 20,8 % | 10,5 % | 3 %    | 16,3 % | 4 %   | 4,7 % | 6,8 %  | 2,5 % | avec ANEL | 10 %   |
| 2 mai 2012                         | Public Issue                       | 15 %   | 22,5 % | 9 %    | 3 %    | 16 %   | 3 %   | 6,5 % | 7,5 %  | 2 %   | avec ANEL | 8,5 %  |
| 20 avril 2012                      | GPO                                | 18,7 % | 24,6 % | 10,3 % | 4,5 %  | 9,4 %  | 3 %   | 5,3 % | 7,6 %  | 3,4 % | avec ANEL | 9,3 %  |
| 20 avril 2012                      | Marc                               | 17,9 % | 22,7 % | 9 %    | 3,9 %  | 11,8 % | 3,2 % | 4,8 % | 8,4 %  | 3 %   | avec ANEL | 9,5 %  |
| 20 avril 2012                      | VPRC                               | 14 %   | 23 %   | 11,5 % | 3 %    | 13,5 % | 3 %   | 6,5 % | 8 %    | 1,5 % | avec ANEL | 8,5 %  |
| 19 avril 2012                      | Metron Analysis                    | 15,1 % | 20,1 % | 9,9 %  | 3,8 %  | 11 %   | 4,3 % | 6,2 % | 8,8 %  | 2,7 % | avec ANEL | 10,3 % |
| 19 avril 2012                      | Kapa Research                      | 19,1 % | 25,5 % | 10,6 % | 4 %    | 9,1 %  | 3,6 % | 5,2 % | 5,4 %  | 3,8 % | avec ANEL | 7,7 %  |
| 19 avril 2012                      | MRB                                | 14,5 % | 23 %   | 9,8 %  | 3,1 %  | 11,9 % | 4 %   | 5,7 % | 8,2 %  | 3 %   | avec ANEL | 9,3 %  |
| 19 avril 2012                      | Rass                               | 17,1 % | 24,1 % | 8,7 %  | 3,4 %  | 10,3 % | 3,8 % | 4,3 % | 8,4 %  | 3,2 % | avec ANEL | 9,4 %  |
| 19 avril 2012                      | Marc                               | 17,8 % | 21,9 % | 9,2 %  | 4,2 %  | 11 %   | 3,2 % | 5,2 % | 8,8 %  | 3 %   | avec ANEL | 10,4 % |
| 19 avril 2012                      | Alco                               | 16,5 % | 23 %   | 8,7 %  | 3,7 %  | 9,8 %  | 3,3 % | 4,8 % | 8,2 %  | 2,9 % | avec ANEL | 10,3 % |
| 19 avril 2012                      | Public Issue                       | 14 %   | 21,5 % | 11 %   | 3 %    | 13 %   | 3,5 % | 5,5 % | 9,5 %  | 2 %   | avec ANEL | 11 %   |
| 17 avril 2012                      | Pulse RC                           | 15 %   | 22 %   | 10,5 % | 3 %    | 11 %   | 3,5 % | 5,5 % | 8,5 %  | 3 %   | 1,5 %     | 10 %   |
| 17 avril 2012                      | Marc                               | 17,8 % | 22,3 % | 9,7 %  | 3,9 %  | 9,8 %  | 3,1 % | 5,7 % | 8,6 %  | 3 %   |           | 9,9 %  |
| 12 avril 2012                      | VPRC                               | 14,5 % | 22 %   | 11,5 % | 3,5 %  | 13 %   | 2,5 % | 5 %   | 10 %   | 1,5 % | 1,5 %     | 9 %    |
| 11 avril 2012                      | Pulse RC                           | 15,5 % | 21,5 % | 11,5 % | 3 %    | 11,5 % | 3 %   | 5 %   | 9 %    | 2,5 % | 2 %       | 9,5 %  |
| 10 avril 2012                      | MRB                                | 15,8 % | 25,4 % | 9,8 %  | 3,1 %  | 10,7 % | 3,6 % | 4,8 % | 8,7 %  | 3 %   | 1,2 %     | 8,8 %  |
| 9 avril 2012                       | GPO                                | 19,3 % | 24,7 % | 10,9 % | 5,4 %  | 8,4 %  | 2 %   | 4,2 % | 8 %    | 3,4 % |           | 9,5 %  |
| 9 avril 2012                       | Public Issue                       | 14,5 % | 19 %   | 11 %   | 3 %    | 13 %   | 3 %   | 5 %   | 12 %   | 2 %   |           | 11 %   |
| 8 avril 2012                       | AUEB-STAT                          | 17,9 % | 18,7 % | 9,9 %  | 2,1 %  | 12,7 % | 5,3 % | 6 %   | 6,9 %  | 2,1 % | 1,5 %     | 12 %   |
| 6 avril 2012                       | Metron Analysis                    | 15,4 % | 24,3 % | 10,9 % | 4,2 %  | 9,5 %  | 4,4 % | 6,3 % | 8 %    | 2,1 % |           | 9,6 %  |
| 5 avril 2012                       | Metron Analysis                    | 15 %   | 20,8 % | 10,5 % | 3 %    | 11,5 % | 4,6 % | 5,5 % | 9 %    | 2,1 % |           | 10,6 % |
| 5 avril 2012                       | Alco                               | 17,4 % | 25,9 % | 9,5 %  | 3,7 %  | 9,4 %  | 3,2 % | 3,8 % | 8,5 %  | 2,5 % | 1 %       | 8,2 %  |
| 28 mars 2012                       | Alco                               | 17,3 % | 26,6 % | 10,1 % | 3,8 %  | 8,5 %  | 3,3 % | 3,4 % | 9,2 %  | 2,8 % | 1,1 %     | 9,2 %  |
| 27 mars 2012                       | Alco                               | 17,4 % | 26,8 % | 10,3 % | 3,7 %  | 7,7 %  | 3,2 % | 2,7 % | 10,1 % | 2,7 % | 1,4 %     | 9,1 %  |
| 26 mars 2012                       | Public Issue                       | 15,5 % | 22,5 % | 12 %   | 2 %    | 12,5 % | 3 %   | 5 %   | 12,5 % | 2 %   | 1 %       | 8,5 %  |
| 23 mars 2012                       | Metron Analysis                    | 18 %   | 18,8 % | 10,7 % | 3,2 %  | 9,7 %  | 3,1 % | 5,6 % | 11,5 % | 1,9 % |           | 11,8 % |
| 23 mars 2012                       | Alco                               | 16,8 % | 26,5 % | 10,5 % | 4,1 %  | 8 %    | 3,1 % | 2,9 % | 9,7 %  | 3,1 % | 1,3 %     | 8,8 %  |
| 22 mars 2012                       | Kapa Research                      | 19,1 % | 24,2 % | 10,9 % | 4,8 %  | 8 %    | 3,3 % | 4,5 % | 6,5 %  | 3,1 % | 0,9 %     | 9,6 %  |
| 21 mars 2012                       | Marc                               | 18,4 % | 24,8 % | 10,4 % | 3,5 %  | 8,4 %  | 2,7 % | 3,2 % | 10,2 % | 2,9 % |           | 9,9 %  |
| 20 mars 2012                       | MRB                                | 15,2 % | 25,5 % | 10,8 % | 3,1 %  | 9,9 %  | 3,8 % | 3,3 % | 9,3 %  | 3,1 % | 1,9 %     | 8,8 %  |
| 19 mars 2012                       | VPRC                               | 12,5 % | 22,5 % | 12,5 % | 3 %    | 12 %   | 2,5 % | 3,5 % | 11,5 % | 2 %   | 1,5 %     | 11 %   |
| 13 mars 2012                       | Pulse RC                           | 13,5 % | 23 %   | 12,5 % | 4 %    | 12,5 % | 2,5 % | 4,5 % | 10,5 % | 2,5 % | 2,5 %     | 6,5 %  |
| 13 mars 2012                       | Public Issue                       | 11 %   | 25 %   | 11,5 % | 4 %    | 12 %   | 3,5 % | 3 %   | 15,5 % | 2 %   |           | 6,5 %  |
| 10 mars 2012                       | Metron Analysis                    | 11,4 % | 23,1 % | 11,5 % | 4,4 %  | 10,9 % | 4,4 % | 3,3 % | 15 %   | 3,4 % |           | 5,2 %  |
| 29 février 2012                    | Public Issue                       | 11 %   | 28 %   | 11 %   | 4 %    | 12 %   | 4 %   | 3,5 % | 16 %   | 2 %   | 1 %       | 4 %    |
| 20 février 2012                    | GPO                                | 17,3 % | 25,6 % | 12,5 % | 6,7 %  | 11,2 % | 2,5 % |       | 15,8 % | 3,3 % | 1,1 %     |        |
| 17 février 2012                    | Rass                               | 11,1 % | 26,3 % | 10,6 % | 3,9 %  | 13,4 % | 5 %   | 3,4 % | 16,4 % | 3,8 % | 1,2 %     |        |
| 17 février 2012                    | Marc                               | 13,9 % | 24 %   | 11,9 % | 6,9 %  | 10,7 % | 3,3 % | 2,8 % | 15,2 % | 3,2 % | 1,7 %     |        |
| 16 février 2012                    | VPRC                               | 11 %   | 27,5 % | 14 %   | 4,5 %  | 13,5 % | 3,5 % | 2,5 % | 16 %   | 2 %   | 2 %       |        |
| 16 février 2012                    | Metron Analysis                    | 11,4 % | 25,5 % | 11,1 % | 5,5 %  | 11,1 % | 4,8 % | 3,9 % | 16,2 % | 2,7 % | 2,4 %     |        |
| 16 février 2012                    | Alco                               | 12,1 % | 27,7 % | 12,1 % | 6,2 %  | 9,4 %  | 3,9 % | 3,9 % | 13,3 % | 3,5 % | 2 %       |        |
| 16 février 2012                    | MRB                                | 11,9 % | 27,5 % | 12,8 % | 4,9 %  | 11,9 % | 3,9 % | 3 %   | 14,6 % | 3 %   | 1,9 %     |        |
| 10 février 2012                    | Rass                               | 11,1 % | 27,3 % | 9,1 %  | 5 %    | 11,2 % | 5,4 % | 3,6 % | 17,5 % | 3,7 % | 1,5 %     |        |
| 10 février 2012                    | Alco                               | 12,7 % | 27,1 % | 12,1 % | 6,3 %  | 9,3 %  | 3,8 % | 2,8 % | 13,2 % | 3,1 % | 2,1 %     |        |
| 3 février 2012                     | Pulse RC                           | 8 %    | 31 %   | 12,5 % | 5 %    | 12 %   | 3,5 % | 3 %   | 18 %   | 2 %   |           |        |
| 1er février 2012                   | Pulse RC                           | 13,5 % | 27 %   | 13 %   | 5,5 %  | 12 %   | 3,5 % | 3 %   | 11,5 % | 3 %   | 3 %       |        |
| 28 janvier 2012                    | ToThePoint                         | 10,2 % | 27,1 % | 12,7 % | 6,3 %  | 12 %   | 5,2 % | 2,5 % | 10,9 % |       |           |        |
| 26 janvier 2012                    | VPRC                               | 12 %   | 30,5 % | 12,5 % | 6 %    | 12,5 % | 3 %   | 2,5 % | 13 %   | 2,5 % | 2,5 %     |        |
| 26 janvier 2012                    | Alco                               | 15,9 % | 31 %   | 11 %   | 7,2 %  | 8,7 %  | 3 %   | 1,7 % | 11,4 % | 2,7 % | 1,6 %     |        |
| 14 janvier 2012                    | Metron Analysis                    | 13,8 % | 25,2 % | 12,4 % | 6,1 %  | 11,2 % | 6,1 % | 1,9 % | 13,9 % | 2,6 % |           |        |
| 10 janvier 2012                    | Public Issue                       | 14 %   | 30,5 % | 12,5 % | 5,5 %  | 12 %   | 4 %   |       | 13,5 % | 2,5 % |           |        |
| 29 décembre 2011                   | Kapa Research                      | 17,9 % | 30,4 % | 13,2 % | 7,5 %  | 8,8 %  | 4 %   |       | 7,1 %  | 3,5 % |           |        |
| 15 décembre 2011                   | Marc                               | 17,5 % | 27,7 % | 11,6 % | 9,6 %  | 8,2 %  | 4,2 % |       | 9,2 %  | 3,4 % | 3 %       |        |
| 13 décembre 2011                   | ToThePoint                         | 17,8 % | 24,1 % | 11,5 % | 5,2 %  | 8,9 %  | 4,9 % |       | 7 %    |       |           |        |
| 12 décembre 2011                   | Alco                               | 18 %   | 29,9 % | 13 %   | 7 %    | 8,4 %  | 4,5 % |       | 9,6 %  | 3,5 % | 0,6 %     |        |
| 8 décembre 2011                    | VPRC                               | 18 %   | 30,5 % | 13 %   | 7 %    | 11 %   | 3 %   | 1,5 % | 8,5 %  | 2 %   | 2 %       |        |
| 8 décembre 2011                    | MRB                                | 19,1 % | 32,7 % | 11,2 % | 7,1 %  | 8,8 %  | 4,7 % | 1,8 % | 7 %    | 2,5 % | 1,3 %     |        |
| 7 décembre 2011                    | Pulse RC                           | 18 %   | 27,5 % | 13 %   | 7 %    | 11,5 % | 3,5 % |       | 7,5 %  | 3,5 % | 3 %       |        |
| 5 décembre 2011                    | Public Issue                       | 15,5 % | 30 %   | 13,5 % | 6 %    | 14 %   | 4 %   |       | 9,5 %  | 3 %   |           |        |
| 5 décembre 2011                    | GPO                                | 20,4 % | 28,7 % | 13,4 % | 9,5 %  | 8,1 %  | 4 %   |       | 8,4 %  | 3,1 % | 1,1 %     |        |
| 5 décembre 2011                    | Metron Analysis                    | 17,1 % | 29,3 % | 13,6 % | 9,2 %  | 10,7 % | 5,8 % |       | 5,9 %  | 2,5 % | 2,4 %     |        |
| 18 novembre 2011                   | Rass                               | 19,2 % | 31,9 % | 11 %   | 7,4 %  | 7,7 %  | 4,3 % |       | 8 %    | 3,8 % | 1,7 %     |        |
| 16 novembre 2011                   | Alco                               | 16,6 % | 29,8 % | 11,3 % | 7,3 %  | 8 %    | 3,9 % |       | 8,9 %  | 3,5 % | 0,8 %     |        |
| 14 novembre 2011                   | VPRC                               | 18,5 % | 32 %   | 12,5 % | 7 %    | 10 %   | 3,5 % | 1 %   | 6,5 %  | 2 %   | 2 %       |        |
| 12 novembre 2011                   | Metron Analysis                    | 18,5 % | 26,3 % | 11,8 % | 11,2 % | 10 %   | 5,6 % | 1,9 % | 7 %    | 2,9 % | 2 %       |        |
| 11 novembre 2011                   | MRB                                | 18,1 % | 33,1 % | 11 %   | 7,1 %  | 8,8 %  | 3,2 % |       | 7,5 %  | 3,2 % | 1,5 %     |        |
| 10 novembre 2011                   | Public Issue                       | 19,5 % | 28,5 % | 11 %   | 8,5 %  | 12 %   | 3,5 % |       | 7,5 %  | 2,5 % |           |        |
| 4 novembre 2011                    | Alco                               | 21,6 % | 32,3 % | 11,2 % | 8,2 %  | 7,6 %  | 3,9 % |       | 5,3 %  | 3,2 % | 1,3 %     |        |
| 3 novembre 2011                    | Marc                               | 20,5 % | 30,3 % | 11,2 % | 7,9 %  | 7,1 %  | 3,1 % |       | 7,5 %  | 3,3 % | 2,2 %     |        |
| 3 novembre 2011                    | Pulse RC                           | 18,5 % | 29,5 % | 12,5 % | 7,5 %  | 10,5 % | 3,5 % |       | 5,5 %  | 2 %   | 3,5 %     |        |
| 27 octobre 2011                    | Kapa Research                      | 20 %   | 30,2 % | 12,4 % | 8,6 %  | 6,9 %  | 4,6 % |       | 5,7 %  | 3,5 % | 2,4 %     |        |
| 10 octobre 2011                    | VPRC                               | 19,5 % | 31 %   | 13,5 % | 8 %    | 8,5 %  | 4,5 % | 1,5 % | 4 %    | 2 %   | 2 %       |        |
| 4 octobre 2011                     | Public Issue                       | 22,5 % | 31,5 % | 10,5 % | 9 %    | 9,5 %  | 3 %   |       | 5 %    | 2 %   |           |        |
| 26 septembre 2011                  | GPO                                | 21,7 % | 31,2 % | 13,7 % | 11 %   | 6,7 %  | 3,4 % |       | 3,8 %  | 2,8 % | 2,2 %     |        |
| 23 septembre 2011                  | Alco                               | 23 %   | 31,6 % | 11 %   | 8,3 %  | 7,4 %  | 4,5 % |       | 3,7 %  | 3,3 % | 2,4 %     |        |
| 22 septembre 2011                  | Pulse RC                           | 22 %   | 30,5 % | 13 %   | 8 %    | 7 %    | 3,5 % |       | 4,5 %  | 3 %   | 3 %       |        |
| 22 septembre 2011                  | Rass                               | 27,2 % | 32,9 % | 10,5 % | 6,8 %  | 5,4 %  | 4,1 % |       | 4,2 %  | 3,4 % | 2 %       |        |
| 7 septembre 2011                   | Public Issue                       | 28 %   | 32 %   | 10,5 % | 8 %    | 9 %    | 4 %   |       | 3 %    | 1,5 % |           |        |
| 5 septembre 2011                   | VPRC                               | 24,5 % | 30 %   | 13 %   | 7,5 %  | 7 %    | 5 %   | 1,5 % | 3 %    | 1,5 % | 1 %       |        |
| 2 septembre 2011                   | Alco                               | 25,2 % | 32,1 % | 10,3 % | 8,1 %  | 5,8 %  | 4,9 % |       | 3,5 %  | 3,2 % | 2 %       |        |
| 1er septembre 2011                 | Kapa Research                      | 30,6 % | 31,5 % | 10,5 % | 7,9 %  | 4,5 %  | 3 %   |       | 3,3 %  | 3,2 % | 3 %       |        |
| 31 août 2011                       | MRB                                | 27,2 % | 34,6 % | 9,4 %  | 6,4 %  | 5,9 %  | 3,6 % |       | 3,1 %  | 2,7 % | 1,5 %     |        |
| 14 août 2011                       | Public Issue                       | 30,5 % | 30 %   | 11,5 % | 7,5 %  | 7,5 %  | 3 %   |       | 3,5 %  | 1,5 % |           |        |
| 14 juillet 2011                    | Metron Analysis                    | 25,6 % | 30,1 % | 11,1 % | 9,2 %  | 8,4 %  | 4,1 % |       | 2,5 %  | 2,8 % | 3,8 %     |        |
| 12 juillet 2011                    | Public Issue                       | 26,5 % | 32,5 % | 11,5 % | 7,5 %  | 9 %    | 3,5 % | 1 %   | 2 %    | 1,5 % | 0,5 %     |        |
| 7 juillet 2011                     | Kapa Research                      | 25,5 % | 27,5 % | 11,6 % | 8,8 %  | 5,6 %  | 3,4 % |       | 4,8 %  | 4,3 % | 4,8 %     |        |
| 7 juillet 2011                     | VPRC                               | 25,5 % | 29,5 % | 13 %   | 7,5 %  | 7 %    | 4 %   | 1,5 % | 2,5 %  | 2 %   | 1 %       |        |
| 1er juillet 2011                   | Rass                               | 30,2 % | 31,9 % | 10,2 % | 6,3 %  | 4,5 %  | 4,3 % |       | 3 %    | 3,1 % | 2,9 %     |        |
| 23 juin 2011                       | Marc                               | 27,5 % | 29,5 % | 10,3 % | 8 %    | 4,9 %  | 3,1 % |       | 3,8 %  | 3,8 % | 2,8 %     |        |
| 21 juin 2011                       | MRB                                | 30,1 % | 33,2 % | 9,3 %  | 6,3 %  | 4,7 %  | 3,6 % |       | 2,7 %  | 2,7 % | 1,5 %     |        |
| 21 juin 2011                       | GPO                                | 27,5 % | 28,7 % | 12,6 % | 8,9 %  | 5,5 %  | 2,9 % |       | 4,1 %  | 2,7 % | 3 %       |        |
| 20 juin 2011                       | Alco                               | 28,5 % | 31 %   | 11 %   | 7,4 %  | 4,5 %  | 3,3 % |       | 3,3 %  | 3,5 % | 1,6 %     |        |
| 20 juin 2011                       | VPRC                               | 26 %   | 28,5 % | 13,5 % | 7 %    | 6,5 %  | 3,5 % | 1 %   | 3 %    | 2 %   | 0,5 %     |        |
| 14 juin 2011                       | MRB                                | 29,7 % | 34,6 % | 9,6 %  | 6,6 %  | 4,8 %  | 4 %   |       | 2,7 %  | 2,8 % | 1,2 %     |        |
| 7 juin 2011                        | Public Issue                       | 27 %   | 31 %   | 11 %   | 8 %    | 6,5 %  | 3,5 % | 1 %   | 3 %    | 2,5 % | 1 %       |        |
| 27 mai 2011                        | VPRC                               | 30,5 % | 31 %   | 12 %   | 7,5 %  | 5,5 %  | 3 %   | 1 %   | 2,5 %  | 1 %   | 0,5 %     |        |
| 26 mai 2011                        | Pulse RC                           | 28 %   | 28,5 % | 13,5 % | 8 %    | 6 %    | 3,5 % |       | 3 %    | 3 %   | 3 %       |        |
| 26 mai 2011                        | Alco                               | 30,5 % | 30 %   | 11,6 % | 8,2 %  | 4,7 %  | 2,9 % |       | 3,4 %  | 3,8 % | 1,6 %     |        |
| 20 mai 2011                        | Rass                               | 32,5 % | 31,3 % | 9,9 %  | 7,2 %  | 4,1 %  | 4,2 % |       | 2,4 %  | 2,5 % | 2,3 %     |        |
| 18 mai 2011                        | MRB                                | 31,8 % | 31,8 % | 9,5 %  | 7,1 %  | 4,8 %  | 3,8 % |       | 2,7 %  | 2,4 % | 1,5 %     |        |
| 10 mai 2011                        | Public Issue                       | 32 %   | 29 %   | 12 %   | 8 %    | 6,5 %  | 3,5 % | 1,5 % | 3,5 %  | 1,5 % | 0,5 %     |        |
| 9 mai 2011                         | GPO                                | 31,3 % | 28,9 % | 12,9 % | 10 %   | 4,7 %  | 3,4 % |       | 3,4 %  | 3,6 % | 3,6 %     |        |
| 6 mai 2011                         | Pulse RC                           | 30 %   | 27 %   | 12 %   | 8 %    | 5 %    | 3,5 % |       | 3 %    | 3 %   | 3,5 %     |        |
| 5 mai 2011                         | Marc                               | 31,7 % | 26,7 % | 10,3 % | 9 %    | 4,3 %  | 3,2 % |       | 3,5 %  | 3,8 % | 3,7 %     |        |
| 28 avril 2011                      | VPRC                               | 31,5 % | 30,5 % | 12 %   | 7,5 %  | 5 %    | 3,5 % | 1,5 % | 2 %    | 1,5 % |           |        |
| 19 avril 2011                      | Alco                               | 31,4 % | 28,4 % | 12,4 % | 8,3 %  | 4,7 %  | 2,9 % |       | 3,4 %  | 2,5 % |           |        |
| 14 avril 2011                      | Kapa Research                      | 31 %   | 28,8 % | 12,2 % | 8,3 %  | 4,4 %  | 3,9 % |       | 3,6 %  | 3,1 % |           |        |
| 12 avril 2011                      | Public Issue                       | 33,5 % | 27 %   | 12 %   | 8,5 %  | 5,5 %  | 3 %   | 1 %   | 3 %    | 2,5 % |           |        |
| 2 avril 2011                       | MRB                                | 33,3 % | 30,7 % | 10 %   | 8 %    | 4,5 %  | 4 %   |       | 2,5 %  | 2,5 % |           |        |
| 1er avril 2011                     | Rass                               | 34,4 % | 30,7 % | 9,9 %  | 7,3 %  | 4,5 %  | 4,7 % |       | 2,6 %  | 2,5 % |           |        |
| 27 mars 2011                       | Metron Analysis                    | 33,6 % | 29,3 % | 10,5 % | 10,1 % | 5,8 %  | 4,9 % |       | 1,6 %  | 3 %   |           |        |
| 4 mars 2011                        | Public Issue                       | 35 %   | 28,5 % | 11 %   | 9 %    | 5 %    | 2,5 % | 1 %   | 2,5 %  | 2 %   |           |        |
| 3 mars 2011                        | Alco                               | 31,9 % | 28,5 % | 12,1 % | 8,2 %  | 3,8 %  | 3,2 % |       | 2,9 %  | 3,5 % |           |        |
| 28 février 2011                    | Alco                               | 33,1 % | 29,6 % | 11,4 % | 7,9 %  | 3,6 %  | 2,2 % |       | 1,6 %  | 2,5 % |           |        |
| 24 février 2011                    | MRB                                | 34,9 % | 32,1 % | 10,5 % | 6,5 %  | 3,5 %  | 3 %   |       | 2,5 %  | 2,5 % |           |        |
| 21 février 2011                    | Marc                               | 33,5 % | 27,4 % | 10,3 % | 7,6 %  | 4,5 %  | 3,7 % |       | 3,7 %  | 4,3 % |           |        |
| 18 février 2011                    | Rass                               | 35,1 % | 30,5 % | 10,8 % | 6,9 %  | 4,3 %  | 4 %   |       | 2,3 %  | 2,4 % |           |        |
| 17 février 2011                    | Pulse RC                           | 33,5 % | 28,5 % | 13 %   | 8 %    | 4,5 %  | 3 %   |       | 3 %    | 3 %   |           |        |
| 14 février 2011                    | VPRC                               | 33 %   | 32 %   | 12,5 % | 5 %    | 5 %    | 4 %   |       | 2,5 %  | 2 %   |           |        |
| 8 février 2011                     | Public Issue                       | 38 %   | 30,5 % | 10,5 % | 6 %    | 4,5 %  | 3 %   | 0,5 % | 2,5 %  | 2 %   |           |        |
| 7 février 2011                     | GPO                                | 34,7 % | 27,7 % | 11,7 % | 8,5 %  | 4 %    | 3,6 % |       | 3,3 %  | 4 %   |           |        |
| 21 janvier 2011                    | Rass                               | 35,7 % | 30,9 % | 10,9 % | 5,5 %  | 3,9 %  | 4,1 % |       | 2,9 %  | 2,8 % |           |        |
| 13 janvier 2011                    | Marc                               | 36,8 % | 27,8 % | 10,3 % | 6,4 %  | 4 %    | 2,6 % |       | 2,9 %  | 3,7 % |           |        |
| 13 janvier 2011                    | Alco                               | 32,5 % | 26,9 % | 11,7 % | 7,8 %  | 3,7 %  | 4 %   |       | 2,8 %  | 3,8 % |           |        |
| 11 janvier 2011                    | Public Issue                       | 38,5 % | 30,5 % | 10,5 % | 5,5 %  | 6 %    | 2,5 % |       | 2 %    | 2 %   |           |        |
| 24 décembre 2010                   | Kapa Research                      | 32,6 % | 29,6 % | 12,8 % | 5,9 %  | 4,8 %  | 3,5 % |       | 3,4 %  | 4,1 % |           |        |
| 18 décembre 2010                   | VPRC                               | 34,5 % | 32,5 % | 12 %   | 5 %    | 4,5 %  | 3 %   |       | 1,5 %  | 2,5 % |           |        |
| 13 décembre 2010                   | Metron Analysis                    | 35,8 % | 29,1 % | 12 %   | 7,1 %  | 4,5 %  | 3,9 % |       | 2,1 %  | 3,5 % |           |        |
| 8 décembre 2010                    | Public Issue                       | 39 %   | 30 %   | 11 %   | 5,5 %  | 5,5 %  | 2 %   |       | 2,5 %  | 2 %   |           |        |
| 3 décembre 2010                    | MRB                                | 36,3 % | 30,7 % | 10 %   | 5 %    | 4 %    | 4 %   |       | 2,5 %  | 3,5 % |           |        |
| 25 novembre 2010                   | Rass                               | 36,4 % | 30,7 % | 10,9 % | 5,4 %  | 4 %    | 4,1 % |       | 2,9 %  | 3,2 % |           |        |
| 15 novembre 2010                   | MRB                                | 37,8 % | 32,2 % | 10 %   | 4,5 %  | 3 %    | 2 %   |       | 2 %    |       |           |        |
| Élections locales                  | Élections locales                  | 34,7 % | 32,8 % | 10,9 % | 4 %    | 5 %    | 2,8 % |       | 2,2 %  |       |           |        |
| 6 novembre 2010                    | Public Issue                       | 39,5 % | 29,5 % | 11 %   | 5 %    | 5 %    | 3 %   |       | 1,5 %  |       |           |        |
| 21 octobre 2010                    | VPRC                               | 33,5 % | 24 %   | 15 %   | 5 %    | 5,5 %  | 5 %   |       | 1,5 %  |       |           |        |
| 15 octobre 2010                    | Rass                               | 38 %   | 30,6 % | 11,5 % | 6,2 %  | 4,3 %  | 3,9 % |       | 2,4 %  |       |           |        |
| 14 octobre 2010                    | Pulse RC                           | 37,5 % | 29 %   | 12 %   | 5,5 %  | 4 %    | 3,5 % |       |        |       |           |        |
| 4 octobre 2010                     | Public Issue                       | 42,5 % | 28 %   | 11 %   | 5,5 %  | 4,5 %  | 2,5 % |       | 1,5 %  |       |           |        |
| 24 septembre 2010                  | Rass                               | 38,6 % | 30,7 % | 10,5 % | 6,3 %  | 4,2 %  | 4,1 % |       | 2,7 %  |       |           |        |
| 23 septembre 2010                  | Pulse RC                           | 38,5 % | 29 %   | 11,5 % | 6,5 %  | 3,5 %  | 4 %   |       |        |       |           |        |
| 10 septembre 2010                  | Alco                               | 38,4 % | 28 %   | 10,7 % | 6,7 %  | 3,7 %  | 2,1 % |       | 3,4 %  |       |           |        |
| 9 septembre 2010                   | Kapa Research                      | 40,8 % | 29,9 % | 10,8 % | 6,3 %  | 3,6 %  | 2,7 % |       | 2,9 %  |       |           |        |
| 9 septembre 2010                   | Alco                               | 40,6 % | 30 %   | 10,4 % | 6,7 %  | 4 %    | 1,5 % |       | 3,5 %  |       |           |        |
| 8 septembre 2010                   | Pusle RC                           | 39,5 % | 28 %   | 10,5 % | 7,5 %  | 3,5 %  | 3,5 % |       |        |       |           |        |
| 7 septembre 2010                   | VPRC                               | 34,5 % | 25 %   | 13 %   | 6,5 %  | 7,5 %  | 6,5 % |       | 2 %    |       |           |        |
| 6 septembre 2010                   | Public Issue                       | 44 %   | 27 %   | 10,5 % | 5,5 %  | 4 %    | 2,5 % |       | 2 %    |       |           |        |
| 3 septembre 2010                   | Rass                               | 38,5 % | 29,4 % | 10,6 % | 6,9 %  | 4,2 %  | 4,1 % |       | 2,9 %  |       |           |        |
| 2 septembre 2010                   | MRB                                | 39,4 % | 29,1 % | 9 %    | 6,5 %  | 3,5 %  | 3,5 % |       |        |       |           |        |
| 30 août 2010                       | GPO                                | 38,2 % | 28,2 % | 12 %   | 9,1 %  | 3,7 %  | 3,7 % |       | 2,3 %  |       |           |        |
| 16 juillet 2010                    | VPRC                               | 35,5 % | 29,5 % | 12,5 % | 5 %    | 5,5 %  | 4 %   |       | 2 %    |       |           |        |
| 5 juillet 2010                     | Public Issue                       | 43 %   | 25 %   | 10 %   | 6 %    | 5 %    | 4 %   |       | 3,5 %  |       |           |        |
| 2 juillet 2010                     | Metron Analysis                    | 39,2 % | 28,3 % | 11 %   | 7,7 %  | 6 %    | 4,9 % |       |        |       |           |        |
| 1er juillet 2010                   | Kapa Research                      | 39,1 % | 26 %   | 11,2 % | 6,8 %  | 3,8 %  |       |       |        |       |           |        |
| 1er juillet 2010                   | Rass                               | 37,1 % | 29 %   | 11,7 % | 7,4 %  | 4,8 %  | 5 %   |       |        |       |           |        |
| 24 juin 2010                       | Alco                               | 40,5 % | 27,9 % | 12,9 % | 6 %    | 4,5 %  | 2,6 % |       |        |       |           |        |
| 11 juin 2010                       | MRB                                | 43,7 % | 31,3 % | 8,5 %  | 5,5 %  | 4,5 %  | 3 %   |       |        |       |           |        |
| 7 juin 2010                        | Public Issue                       | 45 %   | 27 %   | 9,5 %  | 5,5 %  | 5,5 %  | 3,5 % |       |        |       |           |        |
| 14 mai 2010                        | Alco                               | 41,2 % | 28,6 % | 10,6 % | 7 %    | 4,5 %  | 2,5 % |       |        |       |           |        |
| 13 mai 2010                        | Marc                               | 40,5 % | 27,1 % | 10,8 % | 7,2 %  | 5,1 %  | 3,7 % |       |        |       |           |        |
| 10 mai 2010                        | Public Issue                       | 45 %   | 27 %   | 10 %   | 6 %    | 6 %    | 3 %   |       |        |       |           |        |
| 29 avril 2010                      | Kapa Research                      | 43,2 % | 29 %   | 9,4 %  | 5,9 %  | 4,6 %  |       |       |        |       |           |        |
| 29 avril 2010                      | Alco                               | 41 %   | 28,3 % | 9 %    | 7,7 %  | 4,1 %  | 2,2 % |       |        |       |           |        |
| 26 avril 2010                      | GPO                                | 41,1 % | 28,2 % | 11,9 % | 9,3 %  | 4,3 %  | 2,6 % |       |        |       |           |        |
| 22 avril 2010                      | Rass                               | 40,9 % | 29,6 % | 10,3 % | 5,9 %  | 4,3 %  | 2,9 % |       |        |       |           |        |
| 12 avril 2010                      | Public Issue                       | 46,5 % | 30 %   | 8 %    | 6 %    | 5 %    | 2 %   |       |        |       |           |        |
| 1er avril 2010                     | Alco                               | 43,1 % | 29,7 % | 8,5 %  | 7,4 %  | 4,6 %  | 2,8 % |       |        |       |           |        |
| 29 mars 2010                       | MRB                                | 43,6 % | 28,9 % | 8,5 %  | 6,5 %  | 5 %    | 3 %   |       |        |       |           |        |
| 12 mars 2010                       | Rass                               | 41,5 % | 30,3 % | 9,7 %  | 6,3 %  | 5,8 %  | 3,9 % |       |        |       |           |        |
| 10 mars 2010                       | Marc                               | 42,4 % | 28,5 % | 10,4 % | 8,4 %  | 5 %    | 2,2 % |       |        |       |           |        |
| 9 mars 2010                        | Metron Analysis                    | 43 %   | 28,9 % | 9,4 %  | 8,4 %  | 5,7 %  | 3,7 % |       |        |       |           |        |
| 8 mars 2010                        | GPO                                | 42,2 % | 28 %   | 11,6 % | 9 %    | 5,4 %  | 2,4 % |       |        |       |           |        |
| 8 mars 2010                        | Public Issue                       | 47,5 % | 30,5 % | 7,5 %  | 6 %    | 5 %    | 1,5 % |       |        |       |           |        |
| 5 mars 2010                        | Pulse RC                           | 44 %   | 27 %   | 10 %   | 9 %    | 6 %    | 1 %   |       |        |       |           |        |
| 25 février 2010                    | MRB                                | 46,3 % | 30,7 % | 7,5 %  | 6,5 %  | 4,5 %  | 2 %   |       |        |       |           |        |
| 9 février 2010                     | Public Issue                       | 48 %   | 31,5 % | 7,5 %  | 6 %    | 4,5 %  | 1 %   |       |        |       |           |        |
| 8 février 2010                     | Alco                               | 44,4 % | 32,7 % | 8,1 %  | 5,8 %  | 4,6 %  | 2,6 % |       |        |       |           |        |
| 18 janvier 2010                    | GPO                                | 44,6 % | 32,4 % | 7,8 %  | 6,1 %  | 4,7 %  | 3,3 % |       |        |       |           |        |
| 13 janvier 2010                    | Palmos Analysis                    | 47 %   | 31 %   | 7 %    | 5 %    | 4 %    | 3 %   |       |        |       |           |        |
| 13 janvier 2010                    | Rass                               | 44,6 % | 34,8 % | 7,1 %  | 4,5 %  | 4,3 %  | 3,3 % |       |        |       |           |        |
| 13 janvier 2010                    | Alco                               | 44,4 % | 32,9 % | 8,3 %  | 5,6 %  | 3,8 %  | 1,9 % |       |        |       |           |        |
| 12 janvier 2010                    | Public Issue                       | 48 %   | 30,5 % | 7,5 %  | 5,5 %  | 5,5 %  | 1,5 % |       |        |       |           |        |
| 7 janvier 2010                     | Marc                               | 44,7 % | 32,7 % | 7,6 %  | 5,9 %  | 4,4 %  | 1,8 % |       |        |       |           |        |
| 10 décembre 2009                   | Metron Analysis                    | 44,1 % | 33,9 % | 7,5 %  | 4,7 %  | 4,6 %  | 3,9 % |       |        |       |           |        |
| 9 décembre 2009                    | Public Issue                       | 48 %   | 32 %   | 7,5 %  | 5 %    | 4,5 %  | 1,5 % |       |        |       |           |        |
| 7 décembre 2009                    | MRB                                | 44,3 % | 35,2 % | 7 %    | 4,5 %  | 4 %    | 2 %   |       |        |       |           |        |
| 2 décembre 2009                    | Alco                               | 43,9 % | 35,4 % | 6,8 %  | 4 %    | 4,4 %  | 1,7 % |       |        |       |           |        |
| 28 novembre 2009                   | Metron Analysis                    | 44,7 % | 30,7 % | 8,6 %  | 6,6 %  | 4,7 %  | 3,3 % |       |        |       |           |        |
| 12 novembre 2009                   | Focus                              | 50,5 % | 26,1 % | 8 %    | 7,3 %  | 4,1 %  | 2,1 % |       |        |       |           |        |
| 12 novembre 2009                   | Public Issue                       | 51,5 % | 26 %   | 7,5 %  | 6 %    | 5 %    | 2,5 % |       |        |       |           |        |
| 14 octobre 2009                    | Public Issue                       | 53 %   | 22 %   | 7,5 %  | 6 %    | 5 %    | 3,5 % |       |        |       |           |        |
| Élections législatives de 2009     | Élections législatives de 2009     | 43,9 % | 33,5 % | 7,5 %  | 5,6 %  | 4,6 %  | 2,5 % | 0,3 % |        |       |           |        |